# جيرارد جوجين
البروفيسور جيرارد غوغن هو باحث أسترالي في الإعلام والاتصالات، يعمل في جامعة سيدني. أجرى غوغن أبحاثاً حائزة على جوائز في مجالي الإعاقة وسياسات الإعلام، إلى جانب أعمال معاصرة أخرى تتناول التكنولوجيا الرقمية والثقافات الرقمية.
يُوصف غوغن بأنه "باحث محوري في مجتمع بحوث الاتصالات المتنقلة". يبحث حالياً في تاريخ الإنترنت في أستراليا ومنطقة آسيا والمحيط الهادئ، إضافة إلى تأثيرات الوسائط السمعية البصرية على السياسات الحكومية.

## السيرة الذاتية
تخرج غوغن من جامعة ملبورن بدرجة بكالوريوس الآداب (مع مرتبة الشرف) عام 1986، وركّزت دراسته على الأدب الإنجليزي واللغة الإندونيسية. حصل على درجة الدكتوراه في الأدب من جامعة سيدني عن أطروحته المعنونة: المرشدون العاصفون: التوجيه، الأمومة والذكورية لدى وولستنكرافت، وليم غودوين وبيرسي بيش شيلي.
في أوائل التسعينيات، عمل غوغن مستشاراً سياسياً لدى منظمة "اتصالات المستهلكين"، ثم شغل منصب نائب رئيس وعضو عام في "مجلس معايير خدمات معلومات الهاتف" من عام 2002 حتى عام 2008. وكان أيضاً من الأعضاء المؤسسين في مجلس إدارة "شبكة تحرك مستهلكي الاتصالات الأسترالية"، التي أُسست عام 2009. كما أنه عضو في "مجلس البنية التحتية للأبحاث الإلكترونية الأسترالي".
شغل غوغن عدة مناصب أكاديمية، منها في جامعة ساذرن كروس في ليسمور، وجامعة كوينزلاند، وجامعة سيدني. وكان أستاذاً زائراً في مركز الدراسات الأسترالية في جامعة برشلونة عام 2007. كما شغل منصب أستاذ الاتصال الرقمي ونائب مدير مركز أبحاث الصحافة والإعلام في جامعة نيو ساوث ويلز.
كان غوغن زميلاً لمجلس البحوث الأسترالي في إطار زمالة المستقبل بين عامي 2014 و2018، كما شغل رئاسة قسم الإعلام والاتصالات في جامعة سيدني، وفي عام 2018 تولى رئاسة كلية الأدب والفنون والإعلام في الجامعة نفسها. وفي تشرين الثاني 2017، انتُخب زميلاً في الأكاديمية الأسترالية للعلوم الإنسانية.
في عام 2019، عُيّن غوغن أستاذاً في "كرسي وي كيم وي لدراسات الاتصال" في كلية في جامعة نانيانغ التكنولوجية.

## تاريخ الأبحاث
يركّز غوغن في أبحاثه على الإنترنت، والهواتف المحمولة، والاتصالات، ودراسات الإعاقة. وكان أستاذاً في الاتصال الرقمي ونائب مدير مركز أبحاث الصحافة والإعلام في جامعة نيو ساوث ويلز في سيدني حتى أوائل عام 2011.
نشر غوغن العديد من الكتب وفصول الكتب، كما حرّر بعضها. وكان محرر مجلة Media International Australia المتخصصة في دراسات الإعلام. وقبل عمله في جامعة نيو ساوث ويلز، كان مرتبطاً بجامعات أخرى مثل جامعة سيدني، وجامعة كوينزلاند، وجامعة ساذرن كروس، وجامعة برشلونة.
إحدى مجالات بحثه الرئيسية تتناول الجوانب الثقافية والاجتماعية للهواتف المحمولة والإعلام. من أحدث أبحاثه المنشورة في هذا المجال مشروع بعنوان الثقافة المتنقلة: سيرة الهاتف المحمول، وقد أُجري على مدى أربع سنوات حتى عام 2008، بتمويل من زمالات البحث الأسترالية. يعمل حالياً مع كيت كروفورد في مشروع آخر بعنوان شباب، متنقل، متصل: الإعلام المتنقل وثقافة الشباب في أستراليا، بتمويل من المجلس نفسه.
ومن مجالات اهتمامه أيضاً العلاقة بين الإعاقة والإعلام. وقد تعاون مع الراحل كريستوفر نيويل في تأليف العديد من المقالات والكتب، أبرزها الإعاقة في أستراليا: كشف التفرقة الاجتماعية، والذي نال جائزة حقوق الإنسان والفرص المتساوية في فئة الكتاب غير الروائي.
كما يهتم غوغن بثقافات وتواريخ الإنترنت، ويجري حالياً دراسة مقارنة لتاريخ الإنترنت في أستراليا، واليابان، وكوريا الجنوبية، والصين. ويُموَّل هذا المشروع البحثي من قبل مجلس البحوث الأسترالي، ويتم بالتعاون مع مارك ماكليلاند، وهاي تشينغ يو، وكوانغسوك لي.
ولا يقتصر نشاط غوغن على التعليم والبحث الأكاديمي، إذ يشارك في العمل المجتمعي أيضاً، وكان عضواً مؤسساً في شبكة تحرك مستهلكي الاتصالات الأسترالية، ونائب رئيس وعضو عام في مجلس معايير خدمات معلومات الهاتف.
ألقى غوغن محاضرات في عدة ورش عمل، منها برنامج دراسات الإعلام والاتصال في جامعة مردوخ عام 2010، وورشة البحث والتعلم في الحياة الثانية في مؤتمر Internet Research 8.0، وورشة تواريخ الإنترنت 2: أستراليا ومنطقة آسيا والمحيط الهادئ عام 2008، وورشة دور التكنولوجيا الجديدة في المجتمعات العالمية عام 2008.

## أعماله
(ترتيبًا زمنيًا)
منشورات جيرارد غوغن:
- أمة افتراضية: الإنترنت في أستراليا (2004).
- الإعاقة في أستراليا: كشف الفصل الاجتماعي (بالاشتراك مع كريستوفر نيويل، 2005).
- ثقافة الهاتف المحمول (2006).
- الإعلام المتنقل (محرّر بالاشتراك مع هجورث، 2007).
- "ثقافات الهواتف المحمولة" (2008).
- التقنيات المتنقلة: من الاتصالات إلى الإعلام (محرّر بالاشتراك مع هجورث، 2009).
- "الإنترنتات العالمية: أبحاث الإعلام في العالم الجديد"، ضمن دليل أبحاث الإعلام العالمية (تحرير نايتينغيل، 2010).
- "نحو المحمول"، ضمن دليل جماهير الإعلام (تحرير نايتينغيل، 2010).
- "الضحك مع/على المعاقين: السياسة الثقافية للإعاقة في الجامعات الأسترالية"، ديسكورس: دراسات في السياسة الثقافية للتعليم (2010).
- "أنواع متنقلة: بروز الإعلام الاجتماعي المحمول في أستراليا"، مجلة آسيا للإعلام (2010).
- "التحوّل الحميم في الأخبار: الأخبار المتنقلة"، ضمن الأخبار على الإنترنت: التحول والاستمرارية (تحرير ميكل، 2010).
- "الإعاقة، الهواتف المحمولة والسياسة الاجتماعية: أنماط جديدة من الاتصال والحكم"، ضمن الاتصالات المتنقلة: أبعاد جديدة للسياسة الاجتماعية (كاتز وآخرون، 2011).
- "روابط الإعاقة: التقنيات، السياسة، والآفاق"، ضمن غير المتصلين: العدالة الاجتماعية، والمشاركة، والانخراط في مجتمع المعلومات (بيكر وآخرون، 2011).
- "الهواتف المحمولة، الرجال والهجرة: الاتصال المحمول والتعددية الثقافية اليومية في أستراليا"، ضمن الهجرات، الشتات وتكنولوجيا المعلومات في المجتمعات العالمية (تحرير فورتوناتي، 2011).
- الإعلام المحمول العالمي (2011).
- التقنيات الجديدة والإعلام (2011).
- "قراءة (مع) الآيفون"، ضمن تحريك البيانات: الآيفون وإعلامي (سنيكارس وآخرون، 2011).
- "إعلام الهاتف: قصة قديمة"، ضمن التاريخ الطويل للإعلام الجديد: التكنولوجيا، الكتابة التاريخية، والجدة في السياق (تحرير بارك، 2011).
- تكنولوجيا المحمول والمكان (2013).
- الإعاقة والإعلام (2015).
- دليل روتليدج لتواريخ الإنترنت العالمية (2017).
- "التكنولوجيا الرقمية وحقوق الأطفال ذوي الإعاقة"، نيو ميديا آند سوسايتي 1 (2017).
- "الإعاقة والإعلام المحمول اللمسي"، ضمن نيو ميديا آند سوسايتي 19 (2017).
- الإعاقة والإنصات (2018).
- "الإعلام والاتصالات"، ضمن إعادة التفكير في المجتمع للقرن الحادي والعشرين: تقرير اللجنة الدولية للتقدم الاجتماعي، تحرير اللجنة الدولية، المجلد 2 (2018).
- تقنيات تحديد المواقع في السياق الدولي (2019).
- "الحقوق الرقمية في آسيا: إعادة التفكير في الأجندات الإقليمية والدولية"، ضمن المعاملات الرقمية في آسيا: التبادلات الاقتصادية، والمعلوماتية، والاجتماعية (تحرير أثيك وبولش، 2019).
- "الإعاقة، السيارات المتصلة، والاتصال"، في المجلة الدولية للاتصال 13 (2019).
- "الإعاقة، الابتكار التكنولوجي والتنمية الاجتماعية في الصين وأستراليا"، في مجلة السياسة العامة الآسيوية 12 (2019).
- تقنيات تحديد المواقع في السياق الدولي (2020).
- دليل روتليدج للإعاقة والإعلام (2020).
- "تناقضات المحمول: نشأة الإنترنت المحمول الأوروبي، المستخدمين والأسواق"، تاريخ الإنترنت 4 (2020).

راجع صفحاته في جامعتي UNSW و USyd للحصول على قائمة أكثر شمولاً للمنشورات.
الإعاقة في أستراليا: كشف الفصل الاجتماعي
كتب جيرارد غوغن وأصدر كتابًا هامًا بعنوان الإعاقة في أستراليا: كشف الفصل الاجتماعي بالتعاون مع عالم الأخلاقيات الحيوية الراحل كريستوفر نيويل عام 2005. واعتمدا في هذا الكتاب منهج دراسات الإعاقة النقدية إلى جانب رؤى من الدراسات الثقافية والإعلامية، حيث تتبع غوغن ونيويل بدقة وشخّصا ما أسماه "الفصل الاجتماعي" للإعاقة في أستراليا. الحجة المركزية لديهما هي أن الإعاقة في أستراليا قد تم "إعادة مؤسساتها". من خلال دراسة مجموعة من النصوص والمؤسسات والممارسات الاجتماعية والثقافية المرتبطة بالصحة والرفاهية، والرياضة، والتكنولوجيا الحيوية، وعلم الوراثة، والسياسة، والهجرة، يبرزان كيف تجلّى النفوذ والسلطة في استبعاد وتهميش الأشخاص ذوي الإعاقات. ويؤكدان أن هذه العلاقات غير المتكافئة للقوة تشكل "نظامًا لا يكل من الاستبعاد والتمييز ضد الإعاقة في أستراليا" أصبح "مستبطَنًا" في المجتمع.
يؤكد الكاتبان أن الإعاقة تُنقش بوصفها نقيضًا للقاعدة المعيارية في أن يكون الإنسان "سليم الجسد"، مما يجعل الأشخاص ذوي الإعاقات يُعتبرون غير طبيعيين، بل وحتى مواطنين من الدرجة الثانية. هذه التصورات تدفع إلى إنتاج وإعادة إنتاج سياسات اجتماعية وثقافية ترى الأشخاص ذوي الإعاقة كأعباء اقتصادية ومجتمعية. ومن منطلق واضح قائم على حقوق الإنسان، يؤكد غوغن ونيويل على أن الالتزام بزيادة الاستقلالية والإدماج للأشخاص ذوي الإعاقات هو أمر حاسم لمجتمع أستراليا.
أشاد كل من نيكي ويدجوود وغوينيث ليويلين بالكتاب باعتباره مساهمة ضرورية في دراسات الإعاقة التي طغت عليها لفترة طويلة "النماذج الطبية". وقد نال الكتاب جائزة لجنة حقوق الإنسان وتكافؤ الفرص للأعمال غير الروائية عام 2005.

### الإعلام المحمول العالمي
عند حديثه عن أبحاثه المتعلقة بتقنية وثقافة الهاتف المحمول، أعرب غوغن عن إعجابه الكامل بظاهرة الهواتف المحمولة.
في كتابه الإعلام المحمول العالمي، يعيد غوغن التفكير في الهواتف المحمولة كنوع من الإعلام العالمي، ويرى أن الإعلام المحمول العالمي يمكن أن يكون "حديقة خصبة للثقافة". من خلال منهج سياسي اقتصادي ثقافي، يقدم خارطة نقدية متعددة الأبعاد للديناميات الاقتصادية والمؤسساتية والشركاتية التي تشكل الإعلام المحمول، بالإضافة إلى استخداماته الثقافية وتداعياته وتحدياته.
تشير النقاشات والأبحاث حول الثقافات الرقمية إلى أن النقاشات حول الهواتف المحمولة تُدرج ضمن مناقشات أوسع حول الإنترنت، لكن غوغن يجادل بأن الإعلام المحمول يستحق تحليلاً مستقلاً ومتعمقًا يأخذ في الاعتبار التداخل بينهما.
بعد نقاشات ثرية حول التلفاز المحمول، والفيديو، والموسيقى، والألعاب، يستخدم غوغن الآيفون كدراسة حالة لتحليل سياسات الإعلام المحمول، مؤكدًا أن الآيفون "يشترك في خصائص عديدة مع الهواتف المحمولة السابقة أكثر مما تعترف به شركة آبل". يرى غوغن أن الآيفون هو نوع من التكيف الثقافي الذي "يكيّف الهاتف المحمول من أجل الإنترنت ويضعه في مركز الحوسبة، الإنترنت، والثقافة الرقمية".
وفيما يتعلق بسياسات منتجات آبل حيث تُراقب التكنولوجيا وحقوق الملكية الفكرية بدقة، يرى غوغن أن الآيفون مرتبط بشكل مماثل بسياسات وممارسات "تحدد وتدير" كيفية استهلاك المستخدمين لهذه التكنولوجيا وتكييفها. تتشكل هنا اقتصاديات غريبة للاستهلاك والاستخدام. ومع أن هذه الأنظمة تراقب حدود التكيف، فإن أدوات القرصنة سمحت بتعديل الآيفونات بسرعة فائقة. من ناحية أخرى، وعلى الرغم من هذا النشاط التفاعلي للمستخدمين، يستمر الآيفون في تعزيز "علاقات السلطة المعوقة للتكنولوجيا" — إذ يظل إلى حد كبير غير قابل للاستخدام من قبل المكفوفين، وسياسات "اللمس" التي يعتمدها تعني أنه يمكن أن يستبعد ذوي الإعاقات الجسدية.
يشير روان ويلكن إلى أن الكتاب يقتصر في الغالب على التعامل مع "العالمية" من منظور الاقتصادات المتقدمة، مع نقاش محدود حول استخدام الإنترنت المحمول في الجنوب العالمي.